# Mick Spek
Mick Spek, artiestennaam van Mick van der Spek (Katwijk aan Zee, 25 juli 1997), is een artiest, rapper en muziekproducent. Zijn muziek valt onder de noemer hiphop. Hij is vooral bekend van het produceren van eerdere muziek van Joost Klein.

## Biografie
Na het afronden van de HAVO, ging hij naar de Herman Brood Academie. Hij produceerde en draaide voor Joost Klein en werkte aan zijn eigen muziek. Zijn eerste eigen optreden was op 27 oktober 2018 in De Schuit in Katwijk aan Zee. Mick Spek was getekend bij Bankpioniers, het Platenlabel van Kraantje Pappie. Hij heeft uiteindelijk besloten om het, net als zijn goede vriend Joost Klein, in eigen beheer te houden. Na het album 1983 heeft Mick Spek geen muziek meer voor Joost Klein geproduceerd.

## Discografie
| Album                  | Datum van verschijnen |
| ---------------------- | --------------------- |
| De Kust Roept (Deluxe) | 6 december 2019       |
| De Kust Roept          | 22 november 2019      |
| Mick Spek              | 22 oktober 2018       |

| EP            | Datum van verschijnen |
| ------------- | --------------------- |
| Twee Vreemden | 17 november 2023      |
| Atlantis      | 30 maart 2018         |
| Kust          | 28 april 2017         |